# Martin Andresen
Martin Andresen (ur. 2 lutego 1977 w Kråkstad) – piłkarz norweski grający na pozycji defensywnego pomocnika. W reprezentacji Norwegii rozegrał 43 mecze i strzelił 3 gole. Od 2008 roku jest trenerem klubu Vålerenga Fotball.

## Kariera klubowa
Karierę piłkarską Andresen rozpoczynał w amatorskich klubach Kråkstad IL i Ski IL. W 1995 roku odszedł do Moss FK. W tamtym roku zadebiutował w jego barwach w drugiej lidze norweskiej. Na koniec roku awansował z Moss do pierwszej ligi. W 1997 roku odszedł do Vikinga, w którym spędził jeden sezon. Z kolei w 1998 roku został zawodnikiem Stabæk Fotball. W 1998 roku zdobył ze Stabækiem Puchar Norwegii.
W 1999 roku Andresen przeszedł do angielskiego Wimbledonu. W Premier League zadebiutował 22 października 1999 w zremisowanym 1:1 wyjazdowym meczu z Aston Villą. W Wimbledonie grał przez jeden sezon, a wiosną 2000 spadł z nim do Division One.
W 2000 roku Andresen wrócił do Norwegii i został piłkarzem Molde FK i grał tam przez pół sezonu. W 2001 roku po raz drugi w karierze został zawodnikiem Stabæk Fotball. Jako piłkarz tego klubu otrzymał w 2003 roku Nagrodę Kniksena dla najlepszego piłkarza w Norwegii.
W 2004 roku Andresen został wypożyczony ze Stabæku do Blackburn Rovers. Zadebiutował w nim 28 lutego 2004 w zremisowanym 1:1 meczu z Southamptonem. W Blackburn przez pół roku zagrał 11 razy.
W 2005 roku Andresen przeszedł do SK Brann. W Brann po raz pierwszy wystąpił 11 kwietnia 2005 w zwycięskim 2:0 domowym meczu z Molde FK. W 2007 roku wywalczył z Brann swój jedyny w karierze tytuł mistrza Norwegii.
W 2008 roku Andresen ponownie zmienił klub i trafił do Vålerenga Fotball, której został grającym trenerem. Swój debiut w Vålerendze zanotował 29 marca 2008 w meczu z Aalesunds FK (1:0). W 2008 roku zdobył z Vålerengą Puchar Norwegii. W 2009 roku w wieku 32 lat zakończył karierę piłkarską.
| Sezon   | Klub              | Kraj     | Rozgrywki      | Mecze | Bramki |
| ------- | ----------------- | -------- | -------------- | ----- | ------ |
| 1995    | Moss FK           | Norwegia | Adeccoligaen   | 21    | 4      |
| 1996    | Moss FK           | Norwegia | Tippeligaen    | 26    | 0      |
| 1997    | Viking FK         | Norwegia | Tippeligaen    | 26    | 8      |
| 1998    | Stabæk Fotball    | Norwegia | Tippeligaen    | 25    | 8      |
| 1999    | Stabæk Fotball    | Norwegia | Tippeligaen    | 22    | 8      |
| 1999/00 | Wimbledon         | Anglia   | Premier League | 14    | 1      |
| 2000    | Molde FK          | Norwegia | Tippeligaen    | 9     | 1      |
| 2001    | Stabæk Fotball    | Norwegia | Tippeligaen    | 24    | 6      |
| 2002    | Stabæk Fotball    | Norwegia | Tippeligaen    | 25    | 1      |
| 2003    | Stabæk Fotball    | Norwegia | Tippeligaen    | 25    | 8      |
| 2003/04 | Blackburn Rovers  | Anglia   | Premier League | 11    | 0      |
| 2004    | Stabæk Fotball    | Norwegia | Tippeligaen    | 13    | 1      |
| 2005    | SK Brann          | Norwegia | Tippeligaen    | 17    | 2      |
| 2006    | SK Brann          | Norwegia | Tippeligaen    | 24    | 4      |
| 2007    | SK Brann          | Norwegia | Tippeligaen    | 23    | 6      |
| 2008    | Vålerenga Fotball | Norwegia | Tippeligaen    | 23    | 1      |
| 2009    | Vålerenga Fotball | Norwegia | Tippeligaen    | 17    | 1      |

## Kariera reprezentacyjna
W reprezentacji Norwegii Andresen zadebiutował 15 sierpnia 2001 roku w zremisowanym 1:1 towarzyskim spotkaniu z Turcją. W swojej karierze grał także m.in. w eliminacjach do Euro 2004, MŚ 2006, Euro 2008 i MŚ 2010. Od 2001 do 2009 roku rozegrał w kadrze narodowej 43 mecze i strzelił 3 gole.
| Mecze i gole w reprezentacji | Mecze i gole w reprezentacji | Mecze i gole w reprezentacji   | Mecze i gole w reprezentacji | Mecze i gole w reprezentacji | Mecze i gole w reprezentacji | Mecze i gole w reprezentacji |
| #                            | Data                         | Stadion                        | Rywal                        | Wynik                        | Gol                          | Rozgrywki                    |
| 2001                         | 2001                         | 2001                           | 2001                         | 2001                         | 2001                         | 2001                         |
| ---------------------------- | ---------------------------- | ------------------------------ | ---------------------------- | ---------------------------- | ---------------------------- | ---------------------------- |
| 1.                           | 15.08.2001                   | Oslo, Norwegia                 | Turcja                       | 1:1                          | 0                            | towarzyski                   |
| 2002                         |                              |                                |                              |                              |                              |                              |
| 2.                           | 22.05.2002                   | Bodø, Norwegia                 | Islandia                     | 1:1                          | 0                            | towarzyski                   |
| 2003                         |                              |                                |                              |                              |                              |                              |
| 3.                           | 20.08.2003                   | Oslo, Norwegia                 | Szkocja                      | 0:0                          | 0                            | towarzyski                   |
| 4.                           | 06.09.2003                   | Zenica, Bośnia i Hercegowina   | Bośnia i Hercegowina         | 0:1                          | 0                            | el. ME 2004                  |
| 5.                           | 10.09.2003                   | Oslo, Norwegia                 | Portugalia                   | 0:1                          | 0                            | towarzyski                   |
| 6.                           | 11.10.2003                   | Oslo, Norwegia                 | Luksemburg                   | 1:0                          | 0                            | el. ME 2004                  |
| 7.                           | 15.11.2003                   | Walencja, Hiszpania            | Hiszpania                    | 1:2                          | 0                            | el. ME 2004                  |
| 8.                           | 19.11.2003                   | Oslo, Norwegia                 | Hiszpania                    | 0:3                          | 0                            | el. ME 2004                  |
| 2004                         |                              |                                |                              |                              |                              |                              |
| 9.                           | 18.02.2004                   | Belfast, Irlandia Północna     | Irlandia Północna            | 4:1                          | 0                            | towarzyski                   |
| 10.                          | 31.03.2004                   | Belgrad, Serbia i Czarnogóra   | Serbia i Czarnogóra          | 1:0                          | 1                            | towarzyski                   |
| 11.                          | 28.04.2004                   | Oslo, Norwegia                 | Rosja                        | 3:2                          | 1                            | towarzyski                   |
| 12.                          | 27.05.2004                   | Oslo, Norwegia                 | Walia                        | 0:0                          | 0                            | towarzyski                   |
| 13.                          | 18.08.2004                   | Oslo, Norwegia                 | Belgia                       | 2:2                          | 0                            | towarzyski                   |
| 14.                          | 04.09.2004                   | Palermo, Włochy                | Włochy                       | 1:2                          | 0                            | el. MŚ 2006                  |
| 15.                          | 08.09.2004                   | Oslo, Norwegia                 | Białoruś                     | 1:1                          | 0                            | el. MŚ 2006                  |
| 16.                          | 09.10.2004                   | Glasgow, Szkocja               | Szkocja                      | 1:0                          | 0                            | el. MŚ 2006                  |
| 17.                          | 13.10.2004                   | Oslo, Norwegia                 | Słowenia                     | 3:0                          | 0                            | el. MŚ 2006                  |
| 2005                         |                              |                                |                              |                              |                              |                              |
| 18.                          | 24.05.2005                   | Oslo, Norwegia                 | Kostaryka                    | 1:0                          | 0                            | towarzyski                   |
| 19.                          | 04.06.2005                   | Oslo, Norwegia                 | Włochy                       | 0:0                          | 0                            | el. MŚ 2006                  |
| 20.                          | 03.09.2005                   | Celje, Słowenia                | Słowenia                     | 3:2                          | 0                            | el. MŚ 2006                  |
| 21.                          | 07.09.2005                   | Oslo, Norwegia                 | Szkocja                      | 1:2                          | 0                            | el. MŚ 2006                  |
| 2006                         |                              |                                |                              |                              |                              |                              |
| 22.                          | 24.05.2006                   | Oslo, Norwegia                 | Paragwaj                     | 2:2                          | 0                            | towarzyski                   |
| 23.                          | 01.06.2006                   | Oslo, Norwegia                 | Korea Południowa             | 0:0                          | 0                            | towarzyski                   |
| 24.                          | 16.08.2006                   | Oslo, Norwegia                 | Brazylia                     | 1:1                          | 0                            | towarzyski                   |
| 25.                          | 02.09.2006                   | Budapeszt, Węgry               | Węgry                        | 4:1                          | 0                            | el. ME 2008                  |
| 26.                          | 06.09.2006                   | Oslo, Norwegia                 | Mołdawia                     | 2:0                          | 0                            | el. ME 2008                  |
| 27.                          | 07.10.2006                   | Ateny, Grecja                  | Grecja                       | 0:1                          | 0                            | el. ME 2008                  |
| 2007                         |                              |                                |                              |                              |                              |                              |
| 28.                          | 07.02.2007                   | Rijeka, Chorwacja              | Chorwacja                    | 1:2                          | 0                            | towarzyski                   |
| 29.                          | 24.03.2007                   | Oslo, Norwegia                 | Bośnia i Hercegowina         | 1:2                          | 0                            | el. ME 2008                  |
| 30.                          | 28.03.2007                   | Frankfurt nad Menem, Niemcy    | Turcja                       | 2:2                          | 1                            | el. ME 2008                  |
| 31.                          | 02.06.2007                   | Oslo, Norwegia                 | Malta                        | 4:0                          | 0                            | el. ME 2008                  |
| 32.                          | 06.06.2007                   | Oslo, Norwegia                 | Węgry                        | 4:0                          | 0                            | el. ME 2008                  |
| 33.                          | 22.08.2007                   | Oslo, Norwegia                 | Argentyna                    | 2:1                          | 0                            | towarzyski                   |
| 34.                          | 08.09.2007                   | Kiszyniów, Mołdawia            | Mołdawia                     | 1:0                          | 0                            | el. ME 2008                  |
| 35.                          | 12.09.2007                   | Oslo, Norwegia                 | Grecja                       | 2:2                          | 0                            | el. ME 2008                  |
| 36.                          | 17.10.2007                   | Sarajewo, Bośnia i Hercegowina | Bośnia i Hercegowina         | 2:0                          | 0                            | el. ME 2008                  |
| 2008                         |                              |                                |                              |                              |                              |                              |
| 37.                          | 06.02.2008                   | Wrexham, Walia                 | Walia                        | 0:3                          | 0                            | towarzyski                   |
| 38.                          | 26.03.2008                   | Podgorica, Czarnogóra          | Czarnogóra                   | 1:3                          | 0                            | towarzyski                   |
| 39.                          | 28.05.2008                   | Oslo, Norwegia                 | Urugwaj                      | 2:2                          | 0                            | towarzyski                   |
| 40.                          | 20.08.2008                   | Oslo, Norwegia                 | Irlandia                     | 1:1                          | 0                            | towarzyski                   |
| 41.                          | 06.09.2008                   | Oslo, Norwegia                 | Islandia                     | 1:1                          | 0                            | el. MŚ 2010                  |
| 2009                         |                              |                                |                              |                              |                              |                              |
| 42.                          | 11.02.2009                   | Düsseldorf, Niemcy             | Niemcy                       | 1:0                          | 0                            | towarzyski                   |
| 43.                          | 01.04.2009                   | Oslo, Norwegia                 | Finlandia                    | 3:2                          | 0                            | towarzyski                   |